# 1.ª Divisão SS Leibstandarte SS Adolf Hitler
A 1ª Divisão SS Leibstandarte SS Adolf Hitler foi uma unidade de elite das Waffen-SS, que participou de batalhas em todas as frentes de combate na Europa durante a Segunda Guerra Mundial. A divisão começou como um grupamento de guarda-costas pessoal do ditador alemão Adolf Hitler, suas residências e escritórios, mas depois foi crescendo e acabou transformada em uma unidade de combate grande e efetiva.
A LSSAH participou de combates durante a invasão da Polônia e foi amalgamada à Waffen-SS junto com a SS-Verfügungstruppe (SS-VT) e as unidades de combate da SS-Totenkopfverbände (SS-TV) antes da Operação Barbarossa, em 1941. Em meados de 1942, seu tamanho foi aumentado de um regimento para uma divisão Panzergrenadier e foi designada como SS Panzergrenadier Division "Leibstandarte SS Adolf Hitler". Ela atingiu sua forma final como uma divisão Panzer em outubro de 1943.
O brasão da unidade ostenta uma gazua ou "chave micha", o que tem duplo sentido: o poder dessa divisão seria a "chave que abre todas as portas", e também é um trocadilho com o nome do primeiro comandante (Dietrich significa "gazua" em alemão).

## História

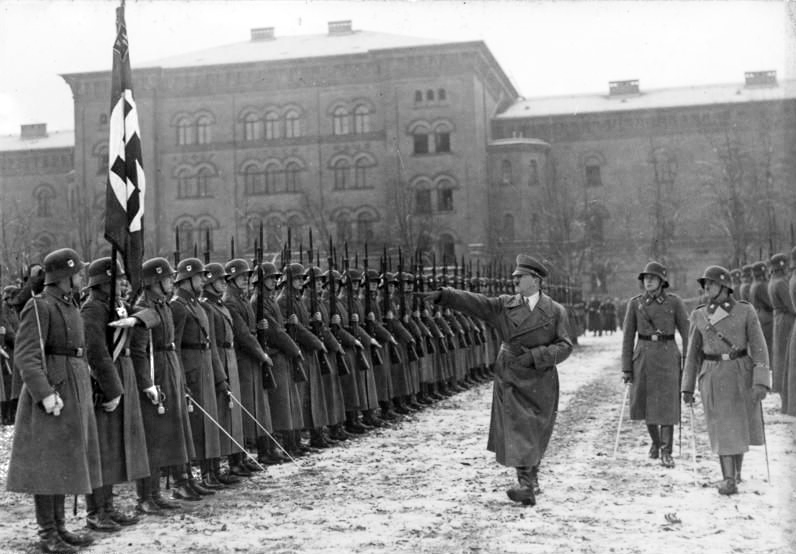
Adolf Hitler passando em revista as tropas da Leibstandarte SS em dezembro de 1935 em Berlim.

A Leibstandarte SS foi originalmente formada em 1933 como uma unidade de guarda-costas pessoal para Adolf Hitler, evoluindo de um pequeno grupo de homens leais da Schutzstaffel (SS) para uma das formações militares mais elitizadas e ideologicamente comprometidas da Alemanha Nazista. Inicialmente, a unidade era encarregada de fornecer segurança para Hitler e outros altos funcionários nazistas, mas rapidamente cresceu em tamanho e importância. Até 1935, havia sido expandida para o tamanho de um regimento e foi integrada à SS-Verfügungstruppe, a ala militar da SS. A Divisão Leibstandarte era profundamente doutrinada com a ideologia nazista, e seus membros eram selecionados por sua lealdade a Hitler e sua adesão aos princípios raciais e políticos do regime. Esse período inicial estabeleceu as bases para o papel posterior da divisão como um instrumento fundamental das ambições militares e políticas de Hitler.
Durante o final da década de 1930 e início dos anos 1940, a Leibstandarte passou por uma expansão e transformação significativas. De suas origens como uma unidade de guarda cerimonial, foi gradualmente militarizada e equipada para funcionar como uma força de combate de linha de frente. No início da Segunda Guerra Mundial, a Leibstandarte SS já havia participado da anexação da Áustria, da ocupação da Tchecoslováquia e da invasão da Polônia, onde ganhou sua primeira experiência em combate. À medida que a guerra avançava, a unidade foi expandida para o tamanho de uma brigada e, posteriormente, de uma divisão, tornando-se a 1ª Divisão Panzer SS Leibstandarte SS Adolf Hitler em 1942. Essa expansão refletia sua crescente importância na máquina de guerra de Hitler, sendo cada vez mais implantada em batalhas críticas em toda a Europa. A divisão foi equipada com algumas das melhores armas e veículos disponíveis e seus soldados eram conhecidos por sua lealdade fanática e bravata.

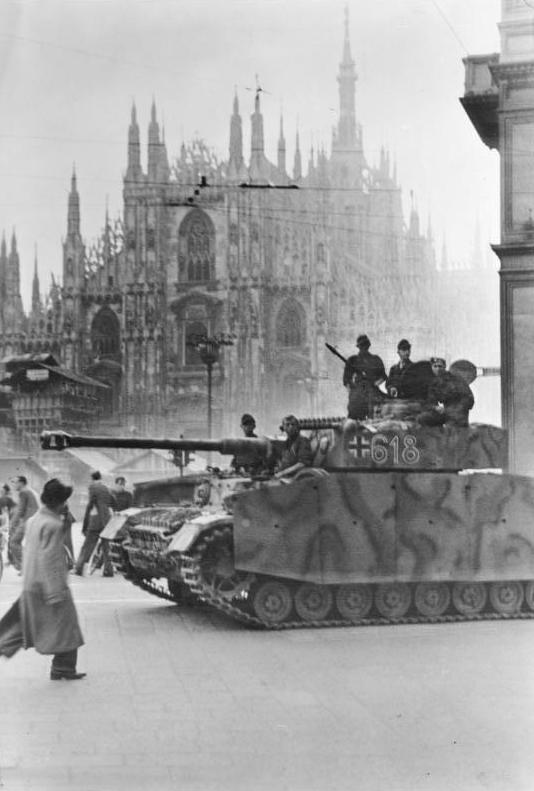
Um blindado alemão da SS-Leibstandarte na cidade de Milão, em 1944.

A Leibstandarte SS desempenhou um papel proeminente e controverso na Segunda Guerra Mundial, participando de algumas das campanhas mais significativas e brutais do conflito. Lutou na Frente Oriental, onde esteve envolvida em grandes batalhas como a invasão da União Soviética, a defesa de Kharkov e a Batalha de Kursk. A divisão também atuou no Ocidente, incluindo a Ofensiva das Ardenas e a defesa da Normandia após os desembarques do Dia D. Ao longo da guerra, a Leibstandarte foi implicada em numerosos crimes de guerra, incluindo o massacre de prisioneiros de guerra e civis. Notavelmente, durante a invasão da Polônia e da União Soviética, a divisão participou de atrocidades contra judeus, partisans e outros grupos visados pelas políticas raciais nazistas. Sua reputação por brutalidade e fervor ideológico a tornou temida e respeitada no campo de batalha. Apesar de sua eficácia militar, as ações da Leibstandarte foram frequentemente marcadas por um desrespeito ao direito internacional e aos direitos humanos, refletindo a natureza criminosa mais ampla do regime nazista.
Nos últimos dias da Segunda Guerra Mundial, a Leibstandarte SS foi intensamente engajada em operações defensivas desesperadas, tentando conter o avanço das forças aliadas e soviéticas. Em maio de 1945, a divisão estava praticamente destruída, com seus remanescentes se rendendo às forças americanas na Áustria. Após a guerra, muitos membros da Leibstandarte foram investigados por seu envolvimento em crimes de guerra. Vários oficiais de alta patente, incluindo seu ex-comandante, Sepp Dietrich, foram julgados e condenados por tribunais aliados. Dietrich, por exemplo, foi sentenciado à prisão perpétua por seu papel no massacre de Malmedy durante a Batalha das Ardenas, embora sua sentença tenha sido posteriormente reduzida. Outros membros enfrentaram processos em tribunais nacionais ou escaparam da justiça completamente, integrando-se à sociedade do pós-guerra. O legado da 1ª Divisão Panzer SS Leibstandarte SS Adolf Hitler permanece profundamente controverso, exemplificando tanto a eficácia militar quanto a depravação moral do regime nazista.

## Serviço de Guerra
| Data              | Corpo                  | Exército              | Grupo de Exércitos | Área        |
| ----------------- | ---------------------- | --------------------- | ------------------ | ----------- |
| agosto de 1942    | SS-Panzer-Korps        | 15º Exército          | D                  | Normandia   |
| novembro de 1942  |                        |                       | D                  | Normandia   |
| janeiro de 1943   |                        |                       | S                  | Normandia   |
| fevereiro de 1943 |                        | OKH                   | B                  | Charkow     |
| março de 1943     | SS-Panzer-Korps        | 4º Exército Panzer    | Süd                | Charkow     |
| abril de 1943     |                        | Armee-Abteilung Kempf | Süd                | Charkow     |
| maio de 1943      |                        |                       | Süd                | Charkow     |
| julho de 1943     | II. SS                 | 4º Exército Panzer    | Süd                | Bjelgorod   |
| agosto de 1943    |                        |                       | B                  | Itália      |
| setembro de 1943  | II. SS                 |                       | B                  | Itália      |
| dezembro de 1943  | XXXXVIII               | 4º Exército Panzer    | Süd                | Shitomir    |
| janeiro de 1944   | XXXXVIII               | 4º Exército Panzer    | Süd                | Winniza     |
| fevereiro de 1944 |                        | 1º Exército Panzer    | Süd                | Tscherkassy |
| março de 1944     | zur Verfügung          | 8º Exército           | A                  | Tscherkassy |
| abril de 1944     | XXIV Corpo de Exército | 1º Exército Panzer    | Nordukraine        | Tarnopol    |
| maio de 1944      | zur Verfügung          | OKW                   |                    | Bélgica     |
| junho de 1944     | Auffrischung           | 15º Exército          | B                  | Bélgica     |
| julho de 1944     | I. SS                  | Panzergruppe West     | B                  | Normandia   |
| agosto de 1944    | LXXX Corpo de Exército | 1º Exército           | B                  | Lothringen  |
| setembro de 1944  | I. SS                  | 7º Exército           | B                  | Eifel       |
| outubro de 1944   | LXVI Corpo de Exército | 7º Exército           | B                  | Eifel       |
| novembro de 1944  |                        |                       |                    | Westfalen   |
| dezembro de       | z. Vfg.                | 6º Exército           | OB West            | Eifel       |
| janeiro de 1945   | XXXIX                  | 5º Exército Panzer    | B                  | Ardenas     |
| fevereiro de 1945 | FH                     | 8º Exército           | Süd                | Hungria     |
| março de 1945     |                        |                       | Süd                | Hungria     |
| abril de 1945     | I. SS                  | 6º Exército Panzer    | Süd                | Áustria     |
| maio de 1945      | I. SS                  | 6º Exército           | Ostmark            | Áustria     |